# Nocona Hills (Teksas)
Nocona Hills je naseljeno mjesto za statističke potrebe u američkoj saveznoj državi Teksas. Prema popisu stanovništva iz 2010. u njemu je živjelo 675 stanovnika.